# Parque nacional Monte Colosseum
Monte Colosseum es un parque nacional en Queensland (Australia), ubicado a 370 km al noroeste de Brisbane.

## Datos
- Área: 8,40 km²
- Coordenadas: 24°24′33″S 151°35′01″E / -24.40917, 151.58361
- Fecha de Creación: 1977
- Administración: Servicio para la Vida Salvaje de Queensland
- Categoría IUCN: II

Véase también:
- Zonas protegidas de Queensland

- Datos: Q1950293